# Хавијер Бардем
Хавијер Анхел Енсинас Бардем (шп. Javier Ángel Encinas Bardem; Лас Палмас, 1. март 1969) шпански је глумац. Добитник је Оскарa за најбољу мушку улогу 2008. Такође је петоструки добитник престижне шпанске филмске награде Гоја, затим Златни глобус, БАФТА, и др.

## Почеци
Хавијер Бардем је рођен у породици у којој су се многи чланови бавили, или се још увек баве глумом — његов деда Рафаел Бардем и баба Матилде Муњоз Сампедро, као и мајка Пилар Бардем и брат Карлос Бардем, такође се баве глумом, док су покојни стриц Хуан Антонио Бардем и рођак Мигел Бардем одабрали професију филмског редитеља.
Са само пет година, Бардем је по први пут стао пред камере у серији Пикаро из 1974.. Са 11, добио је малу улогу у филму El poderoso influjo de la Luna у коме је његова мајка, Пилар, имала главну улогу. У другој половини 1980-их година 20. века, повремено се појављивао на Шпанској телевизији rtve у више серија.
У јулу 2010. године венчао се са Пенелопом Круз, а у јануару 2011. године добили су и сина.

## Филмографија
| Година | Филм                                | Редитељ                                       |
| ------ | ----------------------------------- | --------------------------------------------- |
| 2025   | Ф1                                  | Џозеф Косињски                                |
| 2024   | Дина: Други део                     | Дени Вилнев                                   |
| 2023   | Мала сирена                         | Роб Маршал                                    |
| 2022   | Лил, Лил, крокодил                  | Вил Спек и Џош Гордон                         |
| 2021   | Дина                                | Дени Вилнев                                   |
| 2017   | Пирати са Кариба: Салазарова освета | Јоаким Ренинг и Еспен Сандберг                |
| 2017   | Волети Ескобара                     | Фернандо Леон де Араноа                       |
| 2017   | Мајка!                              | Дарен Аронофски                               |
| 2012   | Скајфол                             | Сем Мендес                                    |
| 2010   | Једи, моли, воли                    | Рајан Марфи                                   |
| 2010   | Прелепо                             | Алехандро Гонзалез Ињариту                    |
| 2008   | Љубав у Барселони                   | Вуди Ален                                     |
| 2007   | Љубав у доба колере                 | Mike Newell                                   |
| 2007   | Нема земље за старце                | Браћа Коен                                    |
| 2006   | Гојини духови                       | Милош Форман                                  |
| 2006   | The last face                       | Erin Dignam                                   |
| 2006   | Killing Pablo                       | Џо Карнам                                     |
| 2006   | Guerrilla                           | Стивен Содерберг                              |
| 2004   | Mar Adentro                         | Алехандро Аменабар                            |
| 2004   | Колатерал                           | Мајкл Ман                                     |
| 2002   | Понедељци на сунцу                  | Фернандо Леон де Араноа                       |
| 2002   | Pasos de Baile                      | Џон Малкович                                  |
| 2001   | Без вести од Бога(**)               | Агустин Дијаз Јанес                           |
| 2000   | Пре сумрака                         | Julian Schnabel                               |
| 1999   | Друга кожа                          | Херардо Вера                                  |
| 1999   | Los lobos de Washington             | Маријано Баросо                               |
| 1999   | Међу ногама                         | Мануел Гомез Переира                          |
| 1998   | Торенте: Глупа рука закона          | Сантијаго Сегура                              |
| 1997   | Пердита Дуранго                     | Алекс де ла Иглесија                          |
| 1997   | Живо месо                           | Педро Алмодовар                               |
| 1996   | Más que amor, frenesí               | Мигел Бардем, Алфонсо Албасете y Давид Менкес |
| 1996   | Éxtasis                             | Маријано Баросо                               |
| 1996   | Airbag                              | Хуанма Бахо Уљоа                              |
| 1996   | Љубав озбиљно угрожава здравље (**) | Мануел Гомез Переира                          |
| 1995   | Boca a boca                         | Мануел Гомез Переира                          |
| 1995   | La madre (кратки филм)              | Мигел Бардем                                  |
| 1994   | Детектив и смрт                     | Гонзало Суарез                                |
| 1994   | Одбројани дани                      | Иманол Урибе                                  |
| 1994   | Резервисана прогноза(**)            | Антонио Моља                                  |
| 1994   | Месец и сиса                        | Бигас Луна                                    |
| 1993   | Двојезични љубавник                 | Висенте Аранда                                |
| 1993   | Златна јаја                         | Бигас Луна                                    |
| 1992   | Huídos                              | Санчо Гарсија                                 |
| 1992   | Шунка, шунка                        | Бигас Луна                                    |
| 1991   | Високе потпетице                    | Педро Алмодовар                               |
| 1991   | Amo tu cama rica                    | Емилио Мартинез Лазаро                        |
| 1990   | Las edades de Lulú                  | Бигас Луна                                    |
| 1980   | El poderoso influjo de la luna(**)  | Антонио дел Реал                              |

(**) Мале и споредне улоге